# 송시열 초상
송시열 초상(宋時烈 肖像)은 조선 중기의 대표적인 유학자 겸 정치인인 우암 송시열의 반신좌상(半身坐像) 초상화이다. 1987년 12월 26일 대한민국의 국보 제239호로 지정되었다.

## 참고 자료
《우암년보(尤庵年譜)》에 따르면, 송시열의 생시(生時) 초상화는 원래 한시각(韓時覺)·김진규(金鎭圭)·김창업(金昌業) 이 각각 그렸다는 3점이 있었다 한다. 그 밖에도 송시열 생전에 그려진 초상화 몇편이 현재 전하고 있다.
그러나 대부분은 사후에 그를 받들고 추모하는 사람들에 의해 각지에 서원·영당 등이 건립됨에 따라, 그곳에 제향하고 봉안하기 위한 송시열상의 이모본(移模本)들이 많이 제작 되었다. 송시열의 초상화를 봉안하였던 서원·영당의 수는 거의 20여소에 이른다. 당시 제작된 많은 초상화 중 현재까지 전해지고 있는 것은 총 5점으로 모두 좌안칠분상(左顔七分像)이다. 이 가운데 국보로 지정된 이 작품과 김창업이 그리고 권상하(權尙夏)·김창협(金昌協)이 찬문을 쓴 황강영당본(黃江影堂本)의 질이 가장 좋다.
작품 오른쪽 상단에는 송시열이 45세(1651년) 때 쓴 제시(題詩)가 있다. 그러나 그림 속의 송시열은 얼굴에 주름이 깊이 패여 있고 수염이 하얗게 센 노년의 모습으로 그려져 있어, 작품 상단의 45세 때 제시와는 그 시기가 일치하지 않는다. 또한 이 작품은 송시열의 생시 때 제작되었다는 초상화 3점의 문헌과 일치하지 않아 사후에 생시의 진본을 바탕으로 하여 다시 그려졌던 것으로 생각된다. 따라서 작품에 쓰여있는 송시열의 45세 때 제시는 다시 그려질 당시 기록된 것이며 그 시기는 작품의 상단에 남아있는 어제찬문(御製撰文)이 쓰여진 정조 2년(1778년)으로 추측된다.
송시열은 머리에 검은색 복건(幞巾)을 쓰고 유학자들이 평상시에 입는 옷인 유복(儒服) 차림을 하고 있다. 여타의 송시열상들과 마찬가지로 오른쪽을 바라보고 있는 좌안칠분상이다. 과장되게 표현된 거구의 몸체와 개성적인 눈썹, 그리고 깊게 패인 광대뼈의 주름 등에서는 송시열의 학식의 깊이가 느껴진다. 얼굴은 엷게 채색되어 있으며 깊게 패인 주름살은 울퉁불퉁한 갈색 선으로 표현되어 있다. 명암을 전혀 사용하지 않고 묘사한 강한 눈매와 숱 많은 눈썹, 붉은 입술 등은 주인공의 완고한 성품을 잘 드러내고 있다. 얼굴 부분의 섬세한 묘사와 대조적으로 옷 주름은 부드러운 곡선으로 간결하게 표현되었고 유복의 흑과 백의 대조는 유학자로서의 기품을 더해주고 있다. 비록 이모본이긴 하지만 옮겨 그린 화공의 솜씨가 뛰어났던 것으로 보이는 빼어난 작품이다.

## 같이 보기
- 송시열
- 권상하
- 윤증
- 예송

## 참고 자료
- 송시열 초상 - 국가유산청 국가유산포털

 본 문서에는 서울특별시에서 지식공유 프로젝트를 통해 퍼블릭 도메인으로 공개한 저작물을 기초로 작성된 내용이 포함되어 있습니다.